# Hjort Anders (musikalbum)
Hjort Anders är ett musikalbum av spelmannen Hjort Anders Olsson, utgivet 1972 av Sonet Records. Albumet består av samlade inspelningar med Hjort Anders som gjordes mellan 1946 och 1947. Från början var låtarna till som dokumentation än för kommersiellt bruk. 1951 utgavs några av inspelningarna på två 78-varvsskivor i ett samarbete mellan Bror Hjorth och skivbolaget Cupol.
Skivbolaget Giga utgav senare en CD-box med samlade originalinspelningar med Hjort Anders där de flesta låtarna även finns representerade på detta album.

## Låtlista

### Sida 1: Låtar efter Pekkos Per, Bingsjö
1. "Brudmarsch"
2. "Bröllopspolska"
3. "Polska i D-dur"
4. "Rullpolska i G-dur"
5. "Målargubbens brudpolska"
6. "Polska i a-moll"
7. "Vallåt och polska"
8. "Polska efter Köpman, Boda"
9. "Polska i g-moll"
10. "Polska från Gärdsjö"
11. "Gånglåt i g-moll"
12. "Hjortingens polska"

### Sida 2
1. "Rättvikarnas gånglåt"
2. "Bingsjöpolskan, efter Junkas Jonas, Dalstuga"
3. "Brudmarsch, efter Junkas Jonas, Dalstuga"
4. "Gråtlåten"
5. "Trettondagsmarschen, av Hjort Anders"
6. "Noaks gånglåt, av Hjort Anders"
7. "Bingsjövalsen, av Hjort Anders"
8. "Hemresan från timmerskogen, av Hjort Anders"
9. "Polska i a-moll, av Hjort Anders"
10. "Åltomtabromarschen, av Hjort Anders"
11. "Gärdebylåten, av Hjort Anders"

### Sida 3
1. "Gånglåt, efter Anders Frisell, Mockfjärd"
2. "Möckelmyrvalsen, av Olof Tillman, Dala Floda"
3. "Visa från Svärdsjö"
4. "Gånglåt från Västerdalarna, efter Leisme Per"
5. "Vals, från Enviken"

### Sida 4
1. "'Variant av Leksands brudmarsch' efter Anders Frisell"
2. "Polska, efter Långbacka Jan, Rasbo"
3. "Knuts livstycke, polska"
4. "Polska, efter Vingel Anders, Skålsjön"
5. "Polska, efter Hobergsgubben"

Låtarna är inspelade i Sonoras och Cupols inspelningsstudios mellan 1946 och 1947.

## Medverkande
- Hjort Anders Olsson — fiol
- Ole Hjorth — produktion
- Olle Swembel — ljudöverföringar